# 洛里·I·洛基
洛里·I·洛基（英語：Lorry I. Lokey，1927年3月27日—2022年10月1日）是一位美国商人和慈善家，出生于俄勒冈州波特兰，毕业于斯坦福大学，创立了美國商業資訊（Business Wire）。